# 松山人車軌道

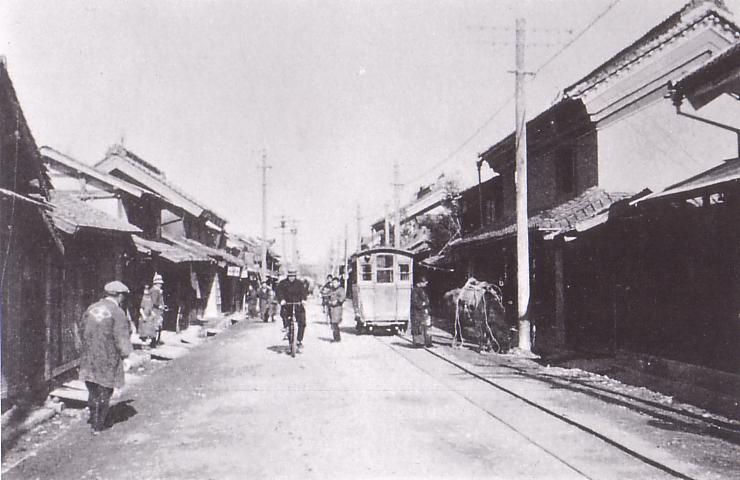
松山町内の人車軌道

松山人車軌道（まつやまじんしゃきどう）は、宮城県志田郡松山町（現在の大崎市の一部）にあった人車軌道、およびその運営会社である。人車としての営業は1922年（大正11年）から1929年（昭和4年）までで、人車の廃止とともに「人車軌道」社名のまま乗合バス事業を開始した。1945年（昭和20年）に運輸局より企業統合の指令を受け、仙北鉄道に吸収されて会社は解散した。

## 歴史
室町時代の応永8年（1401年）、志田、玉造、加美3郡の奉行に任命された遠藤盛継は、大松沢丘陵北東麓に千石城（北緯38度30分27.5秒 東経141度3分15.7秒 / 北緯38.507639度 東経141.054361度）を築いた。何度か領主の変遷を経て江戸時代になると仙台藩の茂庭氏がここを治めた。千石城の城下町は「松山」と呼ばれ、街道が集まる町となった。1889年（明治22年）、松山村が成立し、翌1890年（明治23年）に町制を施行して松山町となった。
ちょうど松山が町制を施行したのと同じ年に、現在の東北本線の前身である日本鉄道が岩手県まで延びたことで松山にも鉄道が通るようになったが、この時はまだ松山に駅は置かれなかった。志田郡の有志の請願が実り1908年（明治41年）12月25日に松山町駅が開業したが、この駅は松山の町中から約2.5キロメートル離れた水田地帯の中にあって、町と駅の往来に人々の苦労があった。そこで、町と駅を結ぶ交通機関が検討された。
この計画のために奔走したのが後に松山人車軌道の社長となる松本善右衛門と、松山町長で鉄道院に勤めた経歴を持つ佐々太一郎である。二人は経済的な交通機関を模索し、松本は馬車鉄道と人車を比較するために山形県や茨城県、千葉県などを見て回った。この結果、馬車鉄道を運営する場合には9頭の馬が必要であることから経済的負担が重く、平坦な場所において少人数を近距離輸送するなら人力による方が経済的であるという結論が出た。
こうして、1920年（大正9年）10月、松本や佐々、他23名を発起人として、松山人車軌道の許可申請が行われた。しかし、当時は日本各地にあった人車が電車や自動車に切り替えられつつある情勢だった。このため、鉄道省や内務省は「いまさら人車鉄道ではなく馬車鉄道にすべき」と人車の認可を渋った。これに対し松本らは「馬力では収支が償わないので後日変更するので認めてほしい」と交渉し、将来速やかに人力から他の動力へ切り換えることという条件付きで、1922年（大正11年）にようやく許可を得た。
資本金2万円で松山人車軌道株式会社が発足し、松本が社長に就いた。1万704円の費用で建設工事が行われ、1922年（大正11年）11月3日に松山人車軌道は開通式を迎えた。当日は車両に華やかな飾りつけがなされ、花電車のようだったと伝わる。また11月3日と4日に限り全区間乗車券が2割5分引きで販売されたという。大人20銭、小人10銭という運賃は、当時としては安い値段ではなかったが、町民はこれを重宝した。
松山人車軌道は軌間610ミリメートルの単線路線だった。当初は、松山町駅から文化丁角までの路線だったが、後に横町角まで延伸した。4両の人車が常備され、これに加えて3両の貨車があった。これらの車両を車夫が押し、2.5キロメートルの路線を約15分で走り抜いた。5人の車夫がいて、通常は1人が車を押したが、強風や雪などの悪天候時には2人がかりでこれを押した。車夫の給料は30円だったという。人車の運行は松山町駅への列車の発着に合わせて行われ、朝7時前から夜9時頃まで1日に15往復ほどあった。初期の営業報告書によれば、1日当たり約80人がこの軌道を利用していた。
会社の決算自体は黒字であった。しかし、1929年（昭和4年）に人車としての営業は終了した。松山人車軌道は「人車」社名のままバス事業を開始し、松山町駅を起点に陸前古川駅、鹿島台駅へ路線バスを運行していた。
2009年（平成21年）2月5日、通商産業省が松山人車軌道の保存線路と保存・復元車両を近代化遺産に認定した。

### 年表
- 1920年（大正9年）10月 軌道敷設を申請する[10]。
- 1922年（大正11年）
  - 5月16日 軌道敷設の特許が下付される[11]。
  - 8月9日 松山人車軌道株式会社設立（資本金2万円）
  - 11月1日[注釈 4] 千石 - 金谷間開業。1923年（大正12年）12月27日に0.23哩延長
- 1929年（昭和4年） 乗合自動車事業に転換[注釈 5]
- 1930年（昭和5年）1月1日 運輸営業廃止実施[12][13]。
- 1945年（昭和20年）6月4日 仙北鉄道に吸収合併され会社解散

## 路線

### 路線データ
※運行停止時点
- 路線距離：金谷 - 千石 約2.5km
- 軌間：610mm
- 駅数：4駅（起終点含む）
- 電化区間：なし（全線非電化）

### 駅一覧
※運行停止時点
- 駅一覧 ： 金谷（かなや 北緯38度30分42.4秒 東経141度4分26.2秒） - 金ヶ崎（かねがさき 北緯38度30分41.1秒 東経141度3分51秒） - 竹ノ花（たけのはな 北緯38度30分53.5秒 東経141度3分11.2秒） - 千石（せんごく 北緯38度30分41.3秒 東経141度3分8.4秒）

金谷は松山町駅と接続。

### 接続路線
- 松山町駅：東北本線

## 運行形態
1日約15往復の運行で平均80人の乗客を運んでいた。片道約2.5kmを移動するのに要した時間は約15分であり、移動速度は10km/hほどであった。運賃は大人20銭、小人10銭となっていた。

## 輸送・収支実績
| 年度               | 人員 （人） | 貨物数量 （トン） | 営業収入 （円） | 営業費 （円） | 営業益金 （円） | 雑収入 （円） | 雑支出 （円）     |
| ------------------ | ----------- | ----------------- | --------------- | ------------- | --------------- | ------------- | ----------------- |
| 1922年（大正11年） | 4,834       | 0                 | 766             | 659           | 107             |               |                   |
| 1923年（大正12年） | 26,835      | 0                 | 5,306           | 3,896         | 1,410           |               | 利子23            |
| 1924年（大正13年） | 24,569      | 500               | 5,433           | 3,758         | 1,675           |               | 償却金300、利子24 |
| 1925年（大正14年） | 25,268      | 424               | 5,604           | 3,850         | 1,754           |               | 償却金400         |
| 1926年（昭和元年） | 22,762      | 424               | 5,192           | 3,861         | 1,331           |               |                   |
| 1927年（昭和2年）  | 21,360      | 393               | 4,582           | 3,505         | 1,077           |               |                   |
| 1928年（昭和3年）  | 19,312      | 394               | 4,135           | 3,816         | 319             |               |                   |
| 1929年（昭和4年）  | 46,667      | 197               | 6,780           | 6,616         | 164             |               | 償却金10,056      |

- 鉄道省鉄道統計資料、鉄道統計より

## 車両

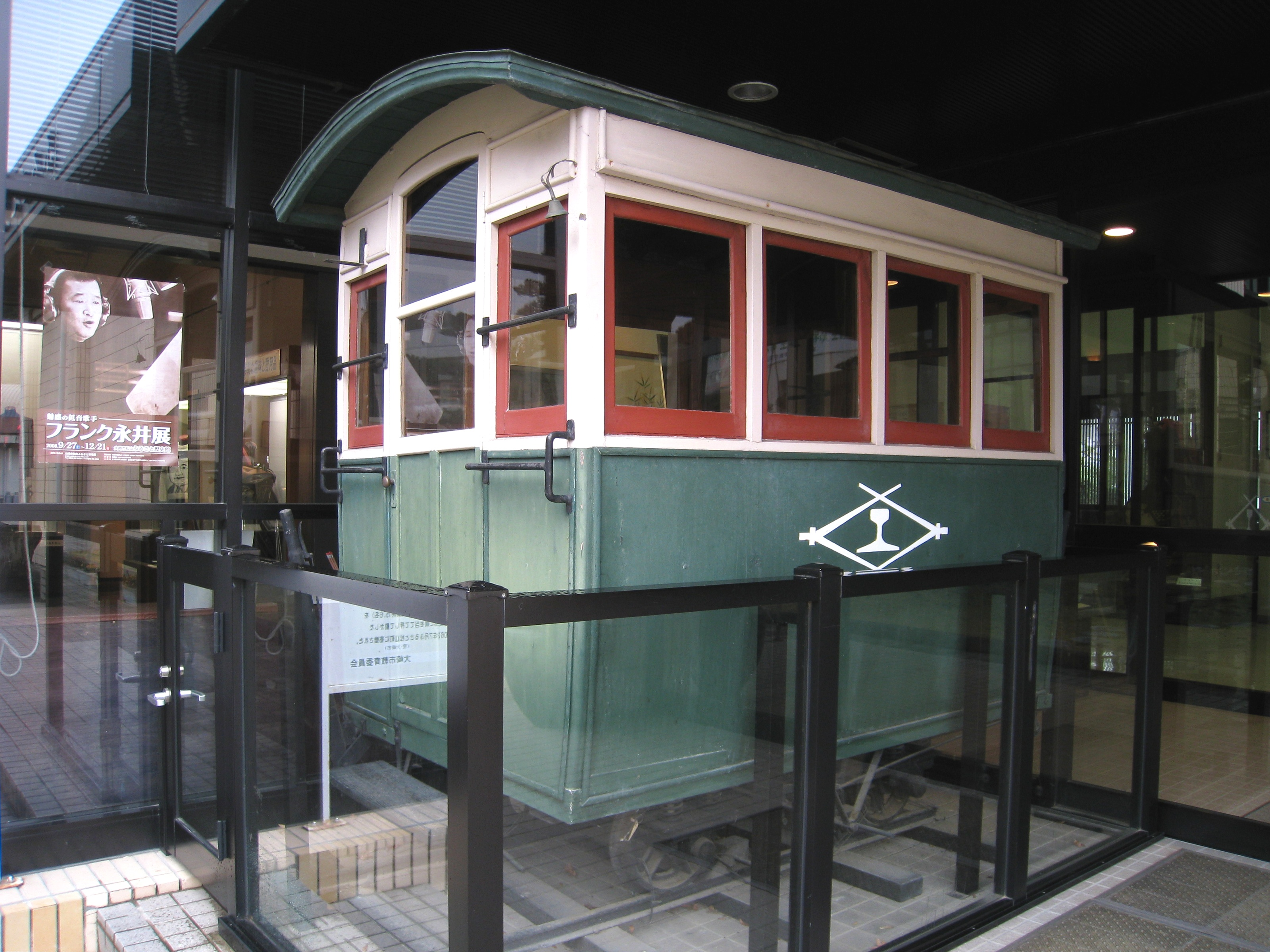
大崎市松山ふるさと歴史館の復元人車

車体の大きさは全長1.82m、幅1.21m、高さ1.82mとなっていて、定員は8人であり、満員時には15 - 16人が乗車できた人車を、全部で4両所持していた。一説には、かつて帝釈人車鉄道（現・京成金町線）で使われていた車両が笠間人車軌道を経て松山人車軌道へ来たものだとも言われているが、笠間人車軌道で使われていた車両と松山人車軌道で使われていた車両では窓の数など車体構造が異なっている。

### 現存車両
4両のうち2両は廃止時に解体されたが、残りの2両と複製された1両を合わせた3両が2010年1月現在でも以下の場所で保存されている。
鉄道博物館（埼玉県さいたま市）
実物。廃止後は町内の神社境内に据え置かれていたが、1963年（昭和38年）にNHK仙台中央放送局へ寄贈され、国鉄大井工場（現・東京総合車両センター）での修復を経て交通博物館において展示されていた。その後、鉄道博物館開館に伴い移設。
大崎市松山ふるさと歴史館（宮城県大崎市松山千石）
復元。小牛田町で梨畑の監視小屋に使われていたものを、1972年（昭和47年）に仙台放送が「鉄道百年祭」で展示するために探し出して、仙台市交通局電車部が復元したもの。「鉄道百年祭」終了後は大年寺山の仙台放送の会社敷地内で保存されていたが、1987年（昭和62年）7月に松山町へ寄贈されて、現在地に移設された。1989年（平成元年）8月15日に有形文化財（工芸品）として町の指定文化財に指定され、2006年の自治体合併によって大崎市へ継承された。
大崎市松山酒ミュージアム（宮城県大崎市松山千石）
複製。大崎市松山御本丸公園（コスモス園）で毎年9月に行なわれるコスモス祭りにおいて、園内での運行に使用されていた上記復元人車が町の指定文化財であったため、代わりとしてJR東日本仙台総合車両所（現・新幹線総合車両センター）が上記復元人車を元にして製作したレプリカであり、1992年（平成4年）9月3日に車両所内で落成記念式が行われた。コスモス祭り開催期間中を除いて酒ミュージアムに展示されている。

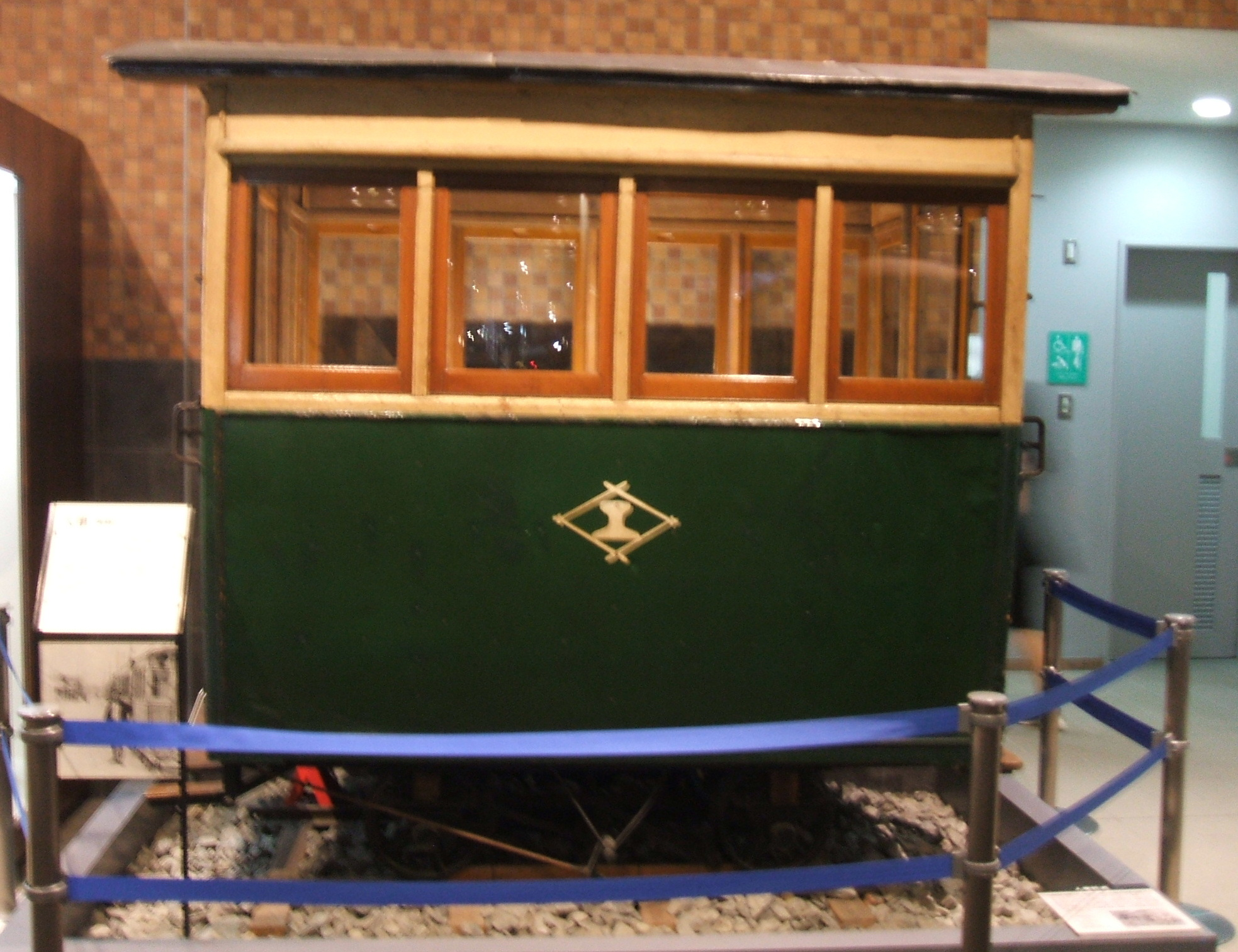
鉄道博物館に展示の松山人車軌道車両
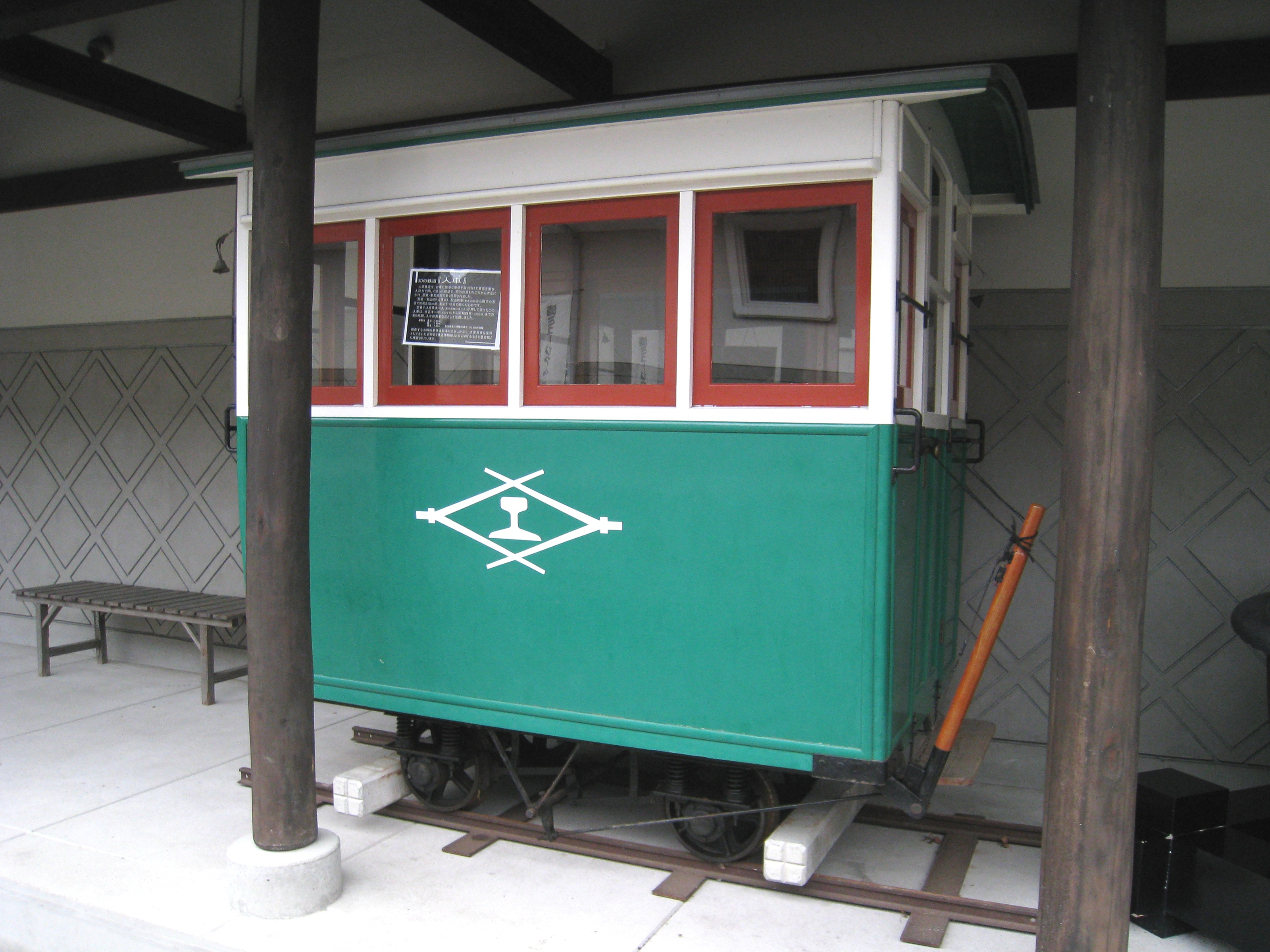
大崎市松山酒ミュージアムの複製人車